# Alex Quaison-Sackey

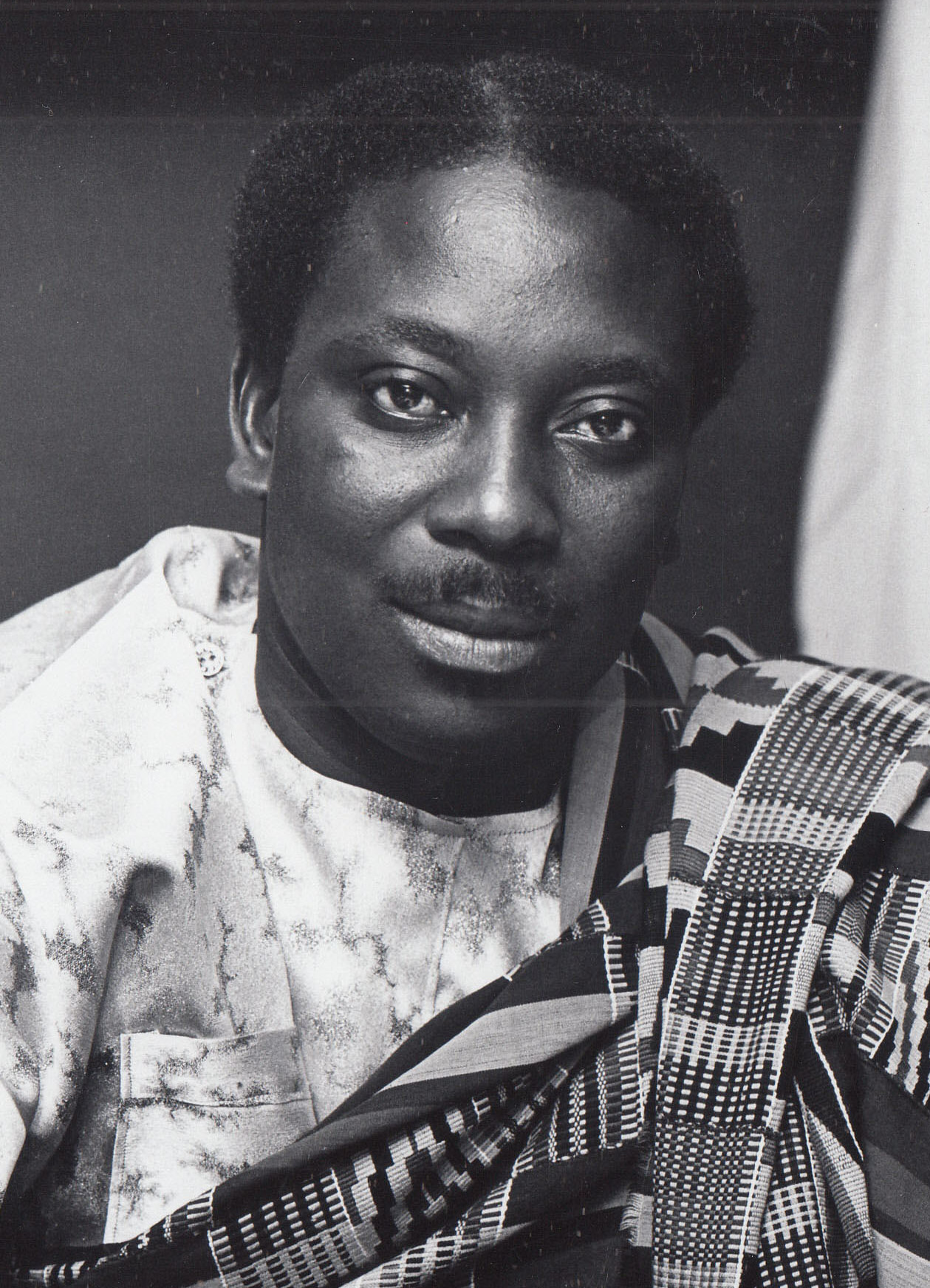
Quaison-Sackey (1964)

Alex Quaison-Sackey (* 9. August 1924 in Winneba; † 28. Dezember 1992 in Accra) war ein ghanaischer Politiker und Diplomat. 1964 war er der Präsident der 19. UN-Generalversammlung in New York und von 1965 bis 1966 Außenminister von Ghana.

## Leben
Quaison-Sackey wurde 1924 in damaligen britischen Kolonie Goldküste, geboren. Nach seiner Schul- und Collegeausbildung in Achimota und Cape Coast beteiligte er sich 1948 als Vorsitzender einer politischen Jugendorganisation seines Heimatortes am ghanaischen Unabhängigkeitskampf und ging anschließend nach England, um seine akademische Ausbildung am Exeter College in Oxford fortzusetzen. Er schloss sein Studium in den Fächern Philosophie, Politik und Wirtschaftswissenschaften 1952 ab.
Quaison-Sackey kehrte nach Ghana zurück und hatte sowohl vor der Unabhängigkeit Ghanas 1957 als auch danach verschiedene Posten in der Regierung inne und nahm an mehreren internationalen Konferenzen teil; u. a. war er Mitglied der ersten ghanaischen Abordnung zur GATT-Konferenz in Genf. Im Jahr 1959 wurde er als außerordentlicher Generalbevollmächtigter und ständiger Vertreter seines Landes in die UN-Generalversammlung delegiert. Seit 1961 war er ghanaischer Botschafter in Kuba, von 1962 bis 1964 in Mexiko.
1964 leitete Quaison-Sackey die Abordnung seines Landes zur Genfer UN-Konferenz für Handel und Entwicklung und führte für eine Woche den Vorsitz des Koordinationskomitees der afrikanischen, asiatischen und lateinamerikanischen Länder auf der Konferenz.
Als Ghana Nicht-ständiges Mitglied des UN-Sicherheitsrates war, führte er im Juni 1962 und im Juli 1963 den Vorsitz. Während mehrerer UN-Generalversammlungen leitete er die ghanaische Abordnung und im Jahr 1964 wurde er als erster Schwarzafrikaner zum Präsidenten der Generalversammlung berufen.
Quaison-Sackey war verheiratet und hatte fünf Kinder.